# Bernard Malamud

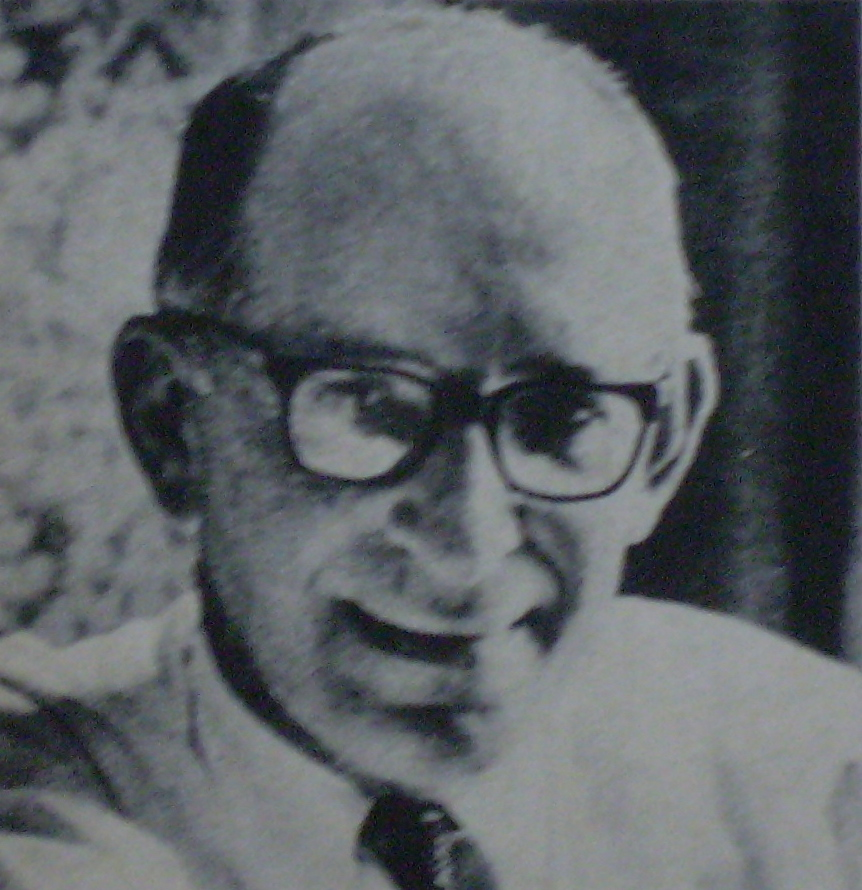
Bernard Malamud (vor 1971)

Bernard Malamud (* 26. April 1914 in Brooklyn, New York City; † 18. März 1986 ebenda) war ein amerikanischer Schriftsteller. Sein Werk, für das er zweimal den National Book Award und einmal den Pulitzer-Preis erhielt, umfasst neben sechs Romanen und dem Fragment eines Theaterstücks mehr als 40 Kurzgeschichten. Von der Literaturkritik wird Malamud, dessen Erzählungen und Romane auch international Anerkennung fanden, neben Saul Bellow und Philip Roth zu den bedeutendsten jüdisch-amerikanischen Schriftstellern des 20. Jahrhunderts gezählt.

## Leben und Werk
Malamud wurde als Sohn russisch-jüdischer Einwanderer geboren. Wie die Bobers in seinem Roman The Assistant betrieben seine Eltern Max und Bertha Fidelman Malamud sechzehn Stunden am Tag einen kleinen Lebensmittelladen in Brooklyn. Malamuds Herkunft fand häufig in den Themen und Motiven seiner Erzählungen ihren Ausdruck, wenngleich sein literarisches Schaffen nicht allein aus seiner Abstammung und der Anknüpfung an die jüdische Erzähltradition zu erklären ist. Dennoch sind die Typen des schlemiel und des schlimozel oder des luftmensch Grundlage für viele seiner Helden. Gleichermaßen ist das von ständiger Unsicherheit oder Bedrohung geprägte Gettomilieu und die Mentalität des Schtetl eine wesentliche Quelle für die seine Romane und Kurzgeschichten durchziehende Vorstellung der Welt als Gefängnis oder Grab. Die moralische Größe der Protagonisten und Erzählfiguren Malamuds, die in dieser Hinsicht eine moderne Variation und Interpretation klassisch jüdischer Erzählmuster darstellen, spiegelt sich an vielen Stellen gerade in der Bewältigung eines Lebens, in dem sie unschuldig leidend als Pechvogel unter einem schlim mazel, einem bösen Stern, geboren wurden und sich daher stets in einem Schlamassel befinden.
Nach seinem Schulabschluss an der Erasmus Hall High School studierte er am City College of New York und an der dortigen Columbia University; anschließend war er als Regierungsangestellter tätig und unterrichtete an Abendschulen. Von 1949 bis 1961 lehrte er Englisch an der Oregon State University, seit 1961 am Bennington College in Vermont Literatur- und Sprachwissenschaft und kreatives Schreiben.

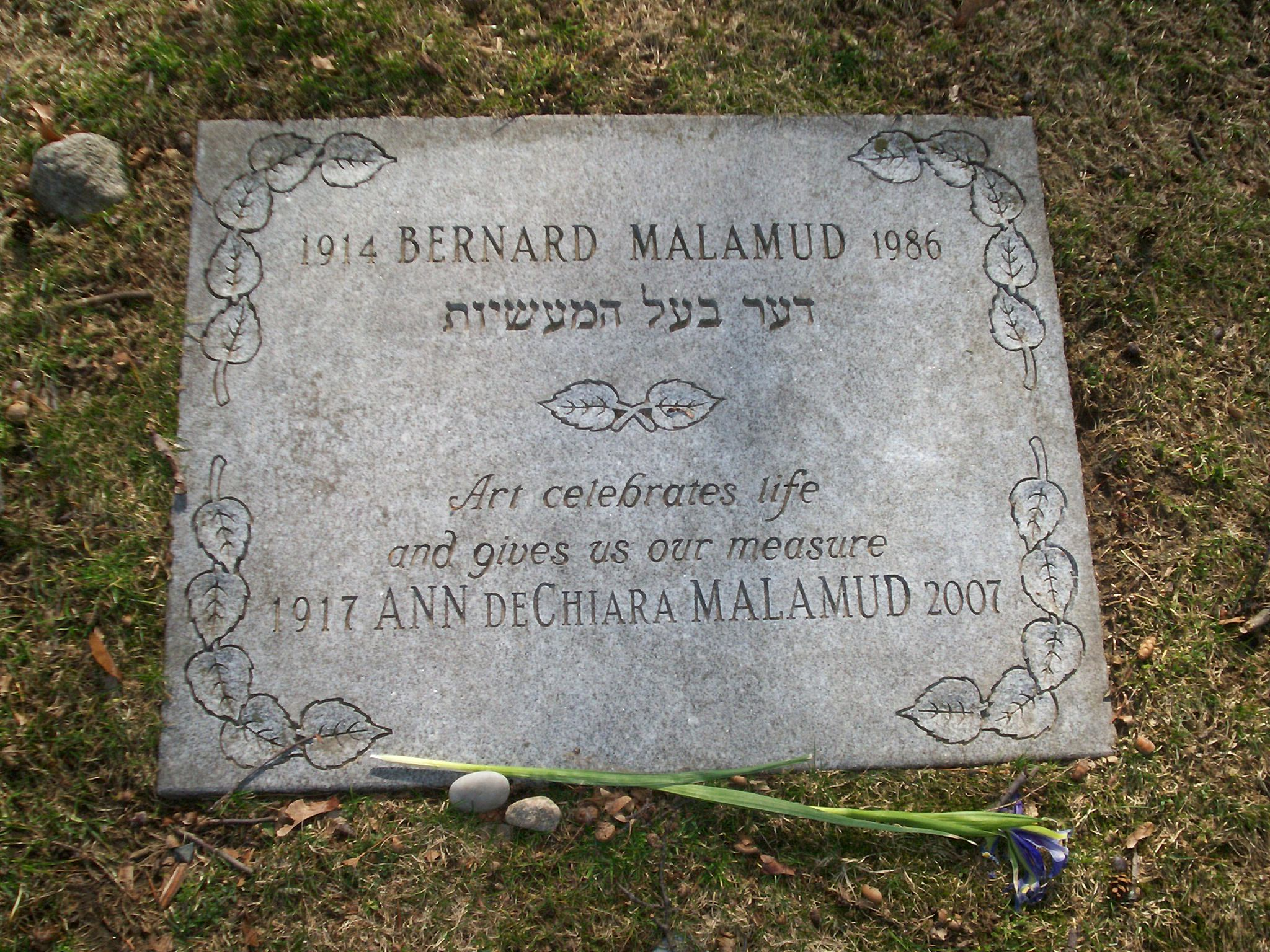
Malamuds Grab auf dem Mount Auburn Cemetery in Cambridge

Erst in den späten 1940er Jahren begann er zu schreiben; zunächst Kurzgeschichten, später auch Romane. Hierfür reiste er u. a. nach Europa, in die Sowjetunion sowie nach Israel. Er schrieb zahlreiche Kurzgeschichten und einige Romane, die sich vorrangig der Stadt New York mit jüdischem Bezug widmen. Sein bekanntester Roman Der Fixer (angeregt durch den Beilis-Prozess) gewann 1966 den National Book Award und 1967  den Pulitzer-Preis in der Sparte Fiktion. Malamuds Roman "The Natural" war die Vorlage für den Film Der Unbeugsame mit Robert Redford in der Hauptrolle.
Wie Saul Bellow und Philip Roth kann Malamud einerseits aufgrund seiner jüdischen Abstammung der Gruppe der Jewish-American writers zugerechnet werden, andererseits fügt seine Tätigkeit als Hochschullehrer ihn ähnlich wie Bellow in die Reihen der academic novelists ein, die für die amerikanische Literatur der 1940er und 1950er Jahre eine kaum zu überschätzende Rolle spielten. Wie Roth hat auch Malamud mit A New Life eine college novel und des Weiteren einige im Universitätsbereich spielende Kurzgeschichten geschrieben.
Malamuds literaturtheoretische Äußerungen kennzeichnen ihn als Humanisten und Moralisten, dessen Ziel „die Förderung, nicht jedoch die Ablehnung der Gesellschaft“ ist („affirmation, not rejection, of society“); die Aufgabe des Schriftstellers ist es nach Malamuds Postulat, die Zivilisation davor zu bewahren, sich selbst zu zerstören („The purpose of the writer [...] is to keep civilization from destroying itself“) und die „Menschlichkeit des Menschen“ wiederherzustellen („My work, all of it, is a dedication to the human. That's basic to every book. If you don't respect man, you cannot respect my work. I'm in defense of the human“).
Dementsprechend handeln seine Erzählungen und Romane nicht nur von einfachen eingewanderten Ladenbesitzern und Handwerkern in einer Welt des Leids und der Erfolglosigkeit, sondern auch von Begegnungen zwischen assimilierten amerikanischen und orthodoxen europäischen Juden (z. B. in The Last Mohican) sowie den Beziehungen zwischen den jüdischen und schwarzen ethnischen Minoritäten in den Vereinigten Staaten (z. B. in Angel Levine oder The Tenants). Neben Geschichten aus dem amerikanischen College-Milieu finden sich darüber hinaus in Malamuds Werk ebenso teils in Italien spielende Künstlergeschichten, in denen die Thematik der Selbstfindung durch die Kunst aufgegriffen und variiert wird, oder auch Versuche einer Neugestaltung des mythischen Themas des Waste Land.
Charakteristisch für Malamuds Erzählform ist neben der Vielfalt wie auch Vielschichtigkeit der literarischen und intertextuellen Bezüge oder Verweise seine Mischung aus realistisch-naturalistischer Schilderung und lyrisch-symbolischer Darstellung, jenes „Neben- und Durcheinander von Alltäglichem und Außergewöhnlichem, Trivialem und Transzendentem, gesellschaftskritischem Detail und allegorischem Bezugsrahmen“, aus dem seine Prosa ihre Eigenheit gewinnt. In dieser Verbindung von Alltagswirklichkeit und Parabel oder Mythos bzw. der archetypischen quest wird in Malamuds Erzählungen und Romanen das individuelle Handeln derart zum repräsentativen Geschehen, das persönliche zum stellvertretenden Leiden und das menschliche Agieren des einfachen Individuums zur erlösenden Tat eines mythischen Helden. In Malamuds fiktiver Welt, in der die alltäglichen Fehlschläge die Unausweichlichkeit tragischer Niederlagen annehmen, gewinnen die Menschen gerade aus dem Scheitern ihre Fähigkeit zum Überleben; aus Schwäche wird Kraft. Anknüpfend an das jüdisch-ethische Schlüsselkonzept der Rachmones, das die Barmherzigkeit bzw. das Mitleid und die zwischenmenschliche Verantwortung betont, wird in Malamuds Geschichten oder phantastischen Fabeln voller unwirklicher und tiefsinniger allegorischer Geschehnisse selbst das leidvolle Dasein erträglich. Auch in der Schilderung des jüdischen Milieus erhalten seine Romane und Erzählungen eine zeitlose, allgemeingültige Bedeutung: Malamud zufolge sind „alle Menschen Juden“ („All men are Jews“); demgemäß sind für Malamud seine jüdischen Erzählfiguren oder Protagonisten nicht vorrangig die Vertreter einer bestimmten ethnischen oder religiösen Gruppierung, sondern universelle Repräsentanten aller modernen Menschen, die leiden und sich um ein moralisches Verhalten bemühen.
Malamuds Werk ist mittlerweile in der Leserschaft und Literaturkritik international anerkannt; die zahlreichen Rezensionen und die stattliche Reihe von Literaturpreisen spiegeln seinen Erfolg und den vorderen Platz in der amerikanischen Nachkriegsliteratur ebenso wie die viel beachteten Verfilmungen von The Natural (dt. Titel: Der Unbeugsame) oder The Fixer (dt. Titel: Ein Mann wie Hiob) und die häufigen Anthologisierungen seiner short stories, von denen zwischen 1950 und 1970 sieben in die Best American stories aufgenommen oder mit einem O.Henry Award ausgezeichnet wurden. Das stetig zugenommene Interesse der Literaturkritik wurde ebenso durch Richmans Monografie und Fields umfangreichen Sammelband Bernard Malamud and the Critics mit rund 80 Aufsätzen dokumentiert, die die Breite seines Werkes und den Einfluss sowohl amerikanischer als auch jiddischer und europäischer Erzähltraditionen auf sein Schaffen zeigen.
Von 1979 bis 1981 wirkte Bernard Malamud als Präsident des amerikanischen P.E.N.-Clubs. Er verstarb 1986 an einem Herzinfarkt.

## Wichtige Auszeichnungen
- American Academy of Arts and Letters Gold Medal 1982 Kategorie Fiction, Novel, Short Story
- National Book Award (1959 und 1966) (für Das Zauberfass in der Kategorie Prosa und für Der Fixer)
- Pulitzer-Preis 1967 für Der Fixer
- 1964 wurde Malamud in die American Academy of Arts and Letters[10] und 1967 in die American Academy of Arts and Sciences gewählt.[11]

## Werke (Auswahl)
Romane:
- The Natural (1952, deutsch: Der Unbeugsame, 1984)
- The Assistant (1957, deutsch: Der Gehilfe, 1961)
- A New Life (1961, deutsch: Ein neues Leben, 1964)
- The Fixer (1966, deutsch: Der Fixer, 1968)
- The Tenants (1971, deutsch: Die Mieter, 1973)
- Dubin`s Lives (1977, deutsch: Die Leben des William Dubin. Übersetzung Walter Hasenclever. 1980)

Prosasammlungen:
- The Magic Barrel (1958, deutsch: Das Zauberfass)
- Idiots First (1963, deutsch: Schwarz ist meine Lieblingsfarbe)
- Pictures of Fidelman: An Exhibition (1969, deutsch: Bilder einer Ausstellung)

Kurzprosa (Einzelwerke):
- Angel Levine (1958, deutsch: Ein Engel namens Levine„“, 1962)
- The Last Mohican (1958, später auch unter dem Titel Last Mohican veröffentlicht, dt. Der letzte Mohikaner)

## Verfilmungen
- 1968: Ein Mann wie Hiob (The Fixer)
- 1970: Ein Engel namens Levin (The Angel Levine)
- 1978: Der Gehilfe (Fernsehfilm BRD)
- 1984: Der Unbeugsame
- 1997: The Assistant
- 2006: The Tenants